# IE大学
IE大学（IE Universidad或Universidad Instituto de Empresa），是一所西班牙的私立大学，在马德里、马德里自治区以及塞哥维亚、卡斯蒂利亚-莱昂设有校区。IE大学是由IE商学院（最初名为Instituto de Empresa，缩写IE）发展而来。IE大学的课程以英语和西班牙语授课。

## 历史
该校前身IE商学院成立于1973年，位于西班牙马德里，是一所商业和法律研究生学校。該大學和其他大学有合作关系，例如与布朗大学合作开设的MBA双学位项目，以及与新加坡管理大学合作开设的以亚洲为重点的项目。2006年，IE商学院收购了1997年成立的S.E.K.（San Estanislao de Kostka）大学后，IE大学正式成立。
2007年，政府批准修改S.E.K.大学的章程。2008年，该校西班牙语名称由Universidad S.E.K.更改为IE Universidad，英文名称改为IE University，其中IE是Instituto de Empresa的首字母缩写。IE大学于2009年9月开始运营，首批学生于2013年毕业。

## 组织
IE大学下设六所学院：
- IE商学院：六所学院中学生人数最多的学院，也是六所学院中历史最悠久的学院，成立于1973年。[4]
- IE法学院：教授法学本科和研究生课程，授予PPLE（政治、哲学、法律和经济学）学位。
- IE政治、经济和全球事务学院（SPEGA）：授予国际关系和经济学学位
- IE建筑设计学院
- IE科学技术学院
- IE人文学院：六所学院中最新的学院，2023年成立。[5]